# Тори Уэллс
Тори Уэллс (англ. Tori Welles; 17 июня 1967, долина Сан-Фернандо, Калифорния, США) — американская порноактриса и режиссёр.

## Ранняя жизнь
Родилась и выросла в Южной Калифорнии. Имеет испанские, французские, норвежские и английские корни. В 18 лет бросила школу, чтобы стать стриптизершей.

## Карьера

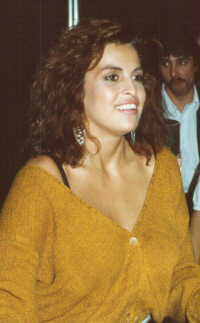
Уэллс в начале карьеры

Снималась в фильмах для взрослых в период с 1988 по 1999 г., а также сняла несколько фильмов в начале 1990-х годов. В 1997 году Пол Норман выпустил собственное домашнее видео о себе и Уэллс, снятое после развода, под названием «Частный дневник Тори Уэллс» (англ. The Private Diary of Tori Welles). По сообщениям, Уэллс была рассержена, но заявила, что у неё нет законных оснований, чтобы остановить распространение.
Работала по контракту с Vivid Entertainment. Также работала с такими киностудиями, как Caballero Home Video, Evil Angel, VCA Pictures и Zane Entertainment Group.
Является ведущей интернет-радиошоу для Vivid radio.
Считается порнолегендой 1980-х и 1990-х годов. За свою карьеру снялась более, чем в 90 фильмах для взрослых.
Снималась во множестве второстепенных ролей в традиционном кино, например в хоррор-комедии Клинта Ховарда 1995 года «Мороженщик» (англ. Ice Cream Man, под именем Brittania Paris), эпизоде 2006 г. телесериала «Клиника». В 1993 г. стала участницей шведского вечернего ток-шоу Adam. Кроме того, выступала в качестве режиссера, продюсера, костюмера, художника по костюмам и сценариста.

### Прочее
В 1998 году, в партнёрстве с Erostar, выпустила секс-игрушку.
С 2004 года под именем Brittania Paris работала менеджером по региональным продажам в Peach DVD. В мае 2011 в качестве коммерческого партнёра года была нанята в Metro Entertainment.
В марте 2012 года Уэллс и Том Байрон открыли Hall of Fame Management, агентство талантов для работников порноиндустрии — актёров, режиссёров, редакторов, фотографов и др. Является владельцем собственной компании под названием Tori Welles Entertainment.

## Личная жизнь
Была замужем за продюсером фильмов для взрослых Полом Норманом с 1990 по 1994 год. От этого брака у неё два сына, родившиеся в 1991 и 1993 г. В 2001 году она родила третьего сына.

## Награды
- 1990 AVN Award лучшая новая старлетка[12]
- 1990 XRCO Award — старлетка[13]
- 1990 XRCO Award — исполнительница года[13]
- 1990 XRCO Award — лучшая сексуальная сцена — The Chameleon (с Баком Адамсом)[13]
- 1991 FOXE — выбор фанатов[14]
- 1996 Зал славы AVN Awards[15]
- 1999 Зал славы XRCO[16]

## Избранная фильмография
- he Return of Tori Welles (1998)
- Andrew Blake’s Girls (1992)
- Shaved and Dangerous (1992)
- Wet Sex 1 & 3 (1992)
- Maneaters (1991)
- The Scarlet Mistress (1990)
- A Taste of Tami (1990)
- A Taste of Victoria (1990)
- Tori Tori Tori Boy/Girl Hits (1990)
- Tori Welles X-posed (1990)
- Torrid Without a Cause 2 (1990)
- The Violation of Tori Welles (1990)
- Vogue (1990)
- Bad Wives (1989)
- Busted (1989)
- Butt’s Motel 2 (1989)
- The Chameleon (1989), (La Femme caméléon)
- Coming of Age (1989)
- Double Take (1989)
- Girl Crazy (1989)
- Head Lock (1989)
- The Invisible Girl (1989)
- Late Night for Lovers (1989)
- Live In, Love In (1989)
- Mystic Pieces (1989)
- Night Trips (1989)
- One Wife to Give (1989)
- Outlaw (1989)
- The Scarlet Bride (1989)
- Sextectives (1989)
- Showstoppers 3 (1989)
- Sleeping Beauty Aroused (1989)
- Splash Shots (1989)
- Swedish Erotica Featurettes 1, 2, 3 (1989)
- Taste of Tori Welles (1989)
- Temptations (1989)
- Too Hot to Stop (1989)
- Torrid (1989)
- Torrid House (1989)
- Torrid Without a Cause (1989)
- Trouble (1989)
- True Confessions of Tori Welles (1989)
- Twentysomething 3 (1989) (V)
- Westside Tori (1989)
- Where the Boys Aren’t (1989)
- Foolish Pleasures (1988)
- The Offering (1988)